# La Vierge rouge
La virgen roja
Pour les articles homonymes, voir Vierge rouge.
Pour plus de détails, voir Fiche technique et Distribution.
La Vierge rouge (la virgen roja), également connu sous son titre anglophone international The Red Virgin, est un film espagnol de la cinéaste Paula Ortiz, présenté le 21 septembre 2024 lors du Festival international du film de Saint-Sébastien.
La production est également connue sous l'appellation Hildegart, du prénom de l'héroïne qui inspire le long-métrage.

## Synopsis
Film biographique, La Vierge rouge dépeint le destin tragique d'Hildegart Rodríguez Carballeira, enfant prodige, cousine du pianiste Pepito Arriola, puis jeune militante féministe, assassinée par sa mère Aurora Rodríguez Carballeira en 1933. L'affaire judiciaire défraie la chronique sous la République espagnole.

## Fiche technique
- Titre : La Vierge rouge
- Titre original : La virgen roja
- Titre anglais international : The Red Virgin
- Réalisation : Paula Ortiz
- Scénario : Clara Roquet
- Musique : Maria Arnal, Juanma Latorre, Guille Galván
- Montage : Paula Ortiz
- Photographie : Pedro J. Márquez
- Production : María Zamora
- Sociétés de production : Prime Video, Amazon MGM Studios
- Pays de production :  Espagne
- Genre : Drame, film biographique, film historique
- Durée : 114 minutes
- Dates de sortie :
  - Espagne : 21 septembre 2024 (Festival international du film de Saint-Sébastien) ; 27 septembre 2024 (sortie nationale)[6].
  - Sortie internationale : 5 décembre 2024.

## Distribution
- Najwa Nimri : Aurora Rodríguez Carballeira[7]
- Alba Planas : Hildegart Rodríguez Carballeira
- Aixa Villagrán : Macarena
- Patrick Criado : Abel
- Pepe Viyuela : Guzmán
- Pep Munné : Sacerdote
- Jorge Usón : Miguel
- Bosco Fernández: Pepito Arriola, enfant
- Fernando Delgado-Hierro : Pepito Arriola, adulte

## Présentation
Cette histoire vraie a déjà été portée à l'écran dans le classique Ma fille Hildegart, du cinéaste Fernando Fernán Gómez et du scénariste Rafael Azcona, sorti en 1977.
Sur un scénario de Clara Roquet en 2024, le film bénéficie notamment, dans la distribution, de la participation des actrices Alba Planas dans le rôle d'Hildegart et Najwa Nimri dans celui de sa mère.
Le film est présenté lors du Festival international du film de Saint-Sébastien 2024.
En 2025, il est nommé à la 12e cérémonie des prix Feroz qui se déroulent au Parc des expositions de Pontevedra, en Galice. Le film est également nommé à la 34e cérémonie des Goyas de Madrid.

## Distinctions

### Récompenses
- 2024 : Prix du Círculo de Escritores Cinematográficos de la meilleure actrice dans un second rôle pour Aixa Villagrán[14].

### Nominations
- Prix Feroz 2025 : meilleur film dramatique, meilleur réalisateur, meilleur scénario, meilleure actrice pour Najwa Nimri, meilleure actrice dans un second rôle pour Aixa Villagrán et meilleure bande annonce[15]
- Prix Goyas 2025 :
  - Paula Ortiz dans la catégorie prix Goya du meilleur réalisateur;
  - Aixa Villagrán dans la catégorie Prix Goya de la meilleure actrice dans un second rôle;
  - Prix Goya de la meilleure direction de production, de la meilleure direction artistique, de la meilleure photographie, de la meilleure chanson originale pour Maria Arnal[16], des meilleurs costumes, du meilleur son et des meilleurs effets spéciaux[17].